# Heligmonevra frommeri
Heligmonevra frommeri là một loài ruồi trong họ Asilidae. Heligmonevra frommeri được Joseph & Parui miêu tả năm 1980. Loài này phân bố ở miền Ấn Độ - Mã Lai.